# Języki dene-jenisejskie

Rozmieszczenie języków dene-jenisejskich w XVII wieku

Języki dene-jenisejskie – hipotetyczna rodzina języków używanych w Ameryce Północnej i na Syberii. Pokrewieństwo języków na-dene i jenisejskich zostało zaproponowane na sympozjum przez Edwarda Vajdę z Western Washington University w 2008 roku, a w 2010 hipoteza ukazała się w druku.
Po opublikowaniu hipoteza Vajdy została przychylnie, chociaż czasem z ostrożnością, zrecenzowana przez kilku specjalistów od języków na-dene i jenisejskich, w tym Michaela Kraussa, Jeffa Leera, Jamese Kariego i Heinricha Wernera, a także wielu szanowanych językoznawców, takich jak Bernard Comrie, Johanna Nichols, Victor Golla, Michael Fortescue, Eric Hamp i Bill Poser (Kari and Potter 2010:12). Znaczącym wyjątkiem jest krytyczna ocena wyrażona przez Lyle'a Campbella i odpowiedź Vajdy opublikowana pod koniec 2011, które jasno wskazują, że propozycja nie jest jeszcze w pełni ugruntowana. Dwie inne recenzje i uwagi do tomu zostały wydane w 2011 przez Keren Rice i Jareda Diamonda.

## Podział
- języki na-dene
  - tlingit (kolosański)
  - eyak-atapasko
    - eyak (na Alasce do 2008 dożyła tylko jedna osoba mówiąca tym językiem)
    - atapaskańskie
      - południowe (lub południowo-zachodnie) = apackie (apaczeańskie) (np. nawaho, Mescalero)
      - północne (np. carrier, dene, dogrib, gwiczin, tagish)
      - pacyficzne (np. hupa, mattole, wailaki)
- języki jenisejskie
  - południowe (ariński, asański, kotuski, pumpokolski)
  - północne (jugijski, kecki)

Nieliczni naukowcy do języków na-dene zaliczają również język haida, ale nie udowodniono pokrewieństwa z innymi etnolektami tej grupy. Zatem wydaje się, że jest to język izolowany.